# Крушение (фильм)
«Крушение» (англ. Plane) — остросюжетный боевик французского режиссёра Жан-Франсуа Рише по одноимённому роману британского писателя Чарльза Камминга. В главной роли британский актёр Джерард Батлер.
Премьера фильма состоялась 13 января 2023 года в США. В России на широкие экраны фильм вышел 26 января.

## Сюжет
В канун Нового года, в прошлом пилот Королевских ВВС, а ныне пилот коммерческой авиакомпании  Trailblazer Airlines  Броди Торренс совершает рейс 119 из Сингапура в Гонолулу с дозаправкой в Токио и надеется после него провести праздник с дочерью на Гавайях. Но полёт не успевает начаться, а уже начинаются проблемы — метеослужба сообщает об опасном шторме по маршруту следования. Торренс хочет облететь шторм, ссылаясь на практически пустой самолёт (всего 14 пассажиров с минимальным багажом и 5 членов экипажа), но представитель авиакомпании из соображений экономии (облёт приведёт к перерасходу топлива и соответственно большим расходам) запрещает облёт и требует идти прямо через шторм, ожидая его смещения в сторону от маршрута. Вдобавок к этому в самолёт сажают заключённого Луиса Гаспара, которого экстрадируют из Индонезии, где он скрывался, в Канаду за убийство и присматривающего за ним офицера канадской полиции.
Вскоре после взлёта самолёт попадает в шторм. Торренс и второй пилот — Сэмюэль Деле решают пролететь над бурей, но сначала не могут согласовать действие с диспетчером, а потом самолёт попадает в зону сильной турбулентности, отчего пассажиры изрядно пугаются. Торренс выходит в салон успокоить людей, но в этот момент в самолёт бьёт молния, которая обесточивает самолёт, а Броди из-за резкой болтанки бьётся о багажную полку, получая рассечение брови. С огромным трудом пилотам удаётся фактически вслепую провести неисправный самолёт через зону шторма, но в это время погибают два человека — офицер, который из-за болтанки выронил телефон и отстегнулся, чтобы достать его, и бортпроводница, также отстегнувшаяся и бросившаяся к нему — от резкой потери высоты они бьются о потолок и сворачивают шеи.
Торренс уже готов к посадке на воду, как замечает крупный остров, и меняет решение. Чудом им удаётся сесть на просёлочную дорогу, и самолёт останавливается возле брошенной строительной техники, но может взорваться (часть топлива не удалось сбросить, а проводка заискрила). Выжившие покидают самолёт.
Тем временем в Нью-Йорке, в штаб-квартире Trailblazer Airlines, получив информацию об исчезновении своего самолёта, директор авиакомпании Терри Хэмптон требует срочно вызвать антикризисного менеджера авиакомпании Дэвида Скарсдейла, который сходу сообщает о том, что направляет в район исчезновения наёмников - ЧВК, целью которых будет поиск и защита уцелевших, а также критикует представителя авиакомпании, направившего самолет в район шторма, называя его «идиотом». Далее он приказывает составить пресс-релизы, напоминая в том числе про рейс 370. Изучая личные дела членов экипажа, Скарсдейл находит внушительным послужной список капитана Торренса и удивляется, почему тот перешел работать на второсортные рейсы, после чего ему показывают видео, на котором Торренс "успокаивает" пассажира-дебошира удушающим приемом - что неожиданно вызывает сдержанное восхищение Скарсдейла.
Поутру выжившие обустраивают рядом с самолётом лагерь. Бонни, старшая бортпроводница рейса, отдаёт Броди ключи от наручников Гаспара и выгружает из ставшего безопасным самолёта все вещи, кроме тел погибших и их вещей. Торренс вместе с Деле обследуют авионику и понимают, что вызвать помощь они не в состоянии. После, обследовав вещи офицера, Броди узнаёт данные заключённого — тот служил в Иностранном легионе, а на выходе из самолёта Деле сообщает ему отвратительные новости: вероятно, они приземлились на остров Холо — вотчину повстанцев, где фактически не действуют филиппинские законы, и все они в опасности. Торренс решает держать информацию в секрете, сообщив её только Бонни. Он объясняет ситуацию пассажирам (кроме факта бандитской вотчины) и говорит о своем намерении сходить на разведку для поиска помощи и связи. Несколько пассажиров вызываются пойти с ним, но он внезапно берет с собой Гаспара, освободив его от наручников. По пути Торренс говорит Гаспару, что нашел его нож среди вещей и уточняет о военном прошлом Гаспара. Гаспар рассказывает, что его обвинили в убийстве, в котором он невиновен, и поэтому сбежал, уйдя в Легион, где служил в диверсионной группе парашютистов. Мимоходом он спрашивает Торренса про его нож и пистолет офицера, но тот уклоняется от ответа. В конце концов, Гаспар сбегает.
Одновременно с этим предводителю повстанцев Дату Чжунмару сообщают о самолёте, севшем где-то на острове, и он приказывает найти его.
На борту самолёта Деле удаётся запитать радиостанцию, а Торренс находит заброшенное здание с телефоном, и отремонтировав корпоративную АТС, пытается связаться с авиакомпанией, которая воспринимает его звонок как розыгрыш, а он не может доказать, что он тот, кто он есть, потому что оставил форму пилота и удостоверяющий значок в самолете. Тогда Торренс звонит дочери, успевая сказать, где примерно они оказались, но на него нападает один из повстанцев. С трудом ему удаётся одолеть противника и свернуть тому шею. Вскоре к нему присоединяется Гаспар и отдаёт ему один из автоматов, где-то им добытых. Оказывается, Гаспар успел вступить в схватку с несколькими бандитами. Исследуя здание, они находят помещение с паспортами граждан разных стран и кинокамеру, на которой смотрят запись обращения заложников с требованиями о выкупах. Они понимают, что оставшиеся в смертельной опасности, и на машине бандитов несутся обратно, спеша предупредить остальных.
Тем временем на месте посадки появляются машины, которые уцелевшие принимают за спасателей. Второй пилот Деле пытается предупредить пассажиров об опасности, но слишком поздно — бандиты начинают стрелять в воздух, запугивая людей. Звуки отдалённой стрельбы слышат Луи и Броди, которые останавливают машину и пешком пробираются к месту, наблюдая за всем из зарослей. Главарь бандитов забирает у Бонни список пассажиров и выясняет, что капитан Торренс ушел на поиски связи, делая вывод, что о местонахождении самолета никто не знает. В этот момент у одной девушки не выдерживают нервы, и она пытается убежать - её расстреливают, а её мужу отсекают голову. Из паспортов становится ясно, что убитые — корейская пара.
Торренс и Гаспар спорят по поводу того, надо ли было бросаться на помощь против армии, и когда все уезжают, оставив только двоих бойцов для обыска самолёта, они убивают одного и допрашивают второго. Узнав, куда должны доставить пленников, он бросается в самолёт, где находит его в относительно рабочем состоянии, а потом изучает на планшете карту острова, оставляя в кабине записку, использовав в качестве материала собственную форменную рубашку.
Тем временем в Нью-Йорке получают информацию о вероятном местонахождении рейса 119. Скарсдейл требует доступ к спутникам чтобы найти самолёт, что удаётся успехом. Он категорически отвергает идею Хэмптона привлечь правительственные войска - в том числе потому, что территория острова контролируется повстанцами, и филиппинские спасатели просто туда не поедут. Вскоре они получают видео от наёмников, прибывших на место аварийной посадки. Они находят тела и записку Торренса «Пассажиры в заложниках. Пошёл их спасать. Капитан Броди Торренс». Дэвид сообщает, что официальные спасатели прибудут не раньше чем через сутки — бюрократия.
Чжунмар выгоняет заложников и в камеру требует назвать свои имена и страны.
Сам же Торренс с Гаспаром пробираются в лагерь Чжунмара. Последний говорит, что стрелять можно только в исключительном случае. Используя нож, им удаётся убрать двух часовых и скрытно перемещаться по лагерю, обнаруживая место, где содержат пленников. Убрав надзирателей, им удаётся освободить заложников, но возникает проблема — дорога заблокирована, и выехать без жертв нельзя. Торренс вызывается сдаться в плен, хотя Гаспар категорически против этой идеи. Ему удаётся вступить в переговоры с Чжунмаром, блефуя, он заявляет, что ему удалось связаться с Манилой и скоро на остров прибудет множество солдат. Однако, Чжунмар заявляет, что отныне и он и его люди — заложники, и приказывает убить Торренса. В последний момент в лагере начинается ожесточённая перестрелка — наемники Скарсдейла под командованием Шеллбэка находят базу повстанцев и наносят им тяжёлые потери. Спасая Торренса и всех заложников, они уезжают на автобусе к самолету. 
На месте Торренс объявляет пассажирам свой план — использовать самолёт и улететь на нём, так как спасатели прибудут слишком поздно, а счёт идёт на минуты. Наёмники и Гаспар вынуждены вступить в перестрелку с повстанцами, используя автоматы и крупнокалиберную снайперскую винтовку Barrett M82, пока Торренс готовит самолет к отлету.
Торренс сообщает Шеллбэку, что после запуска двигателей у них будет 2 минуты. Гаспар сообщает, что не полетит по понятным причинам, и они прощаются друзьями.
Броди бежит обратно к самолёту, но его ранят в ногу. На борту ему сообщают что аварийные двери не закрываются. Он запускает двигатели и начинает руление. В этот момент кабина подвергается обстрелу. Наёмники сдерживают повстанцев, пока самолёт разворачивается, а Торренс по спутниковому телефону просит Нью-Йорк помочь с навигацией. Хэмптон приказывает оставаться на месте, но его тут же перебивает Скарсдэйл, спрашивая, что им нужно. Следом Торренс сообщает наёмникам, что начнёт взлёт как только развернётся. Они, по-одиночке, прикрывая друг друга, добираются до трапа. Гаспар хватает случайно найденную сумку с деньгами (взятую наёмниками «на всякий случай») и скрывается в джунглях.
Чжунмар, не желая отпускать самолёт, обгоняет его и встав прямо на пути, пытается обстреливать самолёт из автоматов, отчего Торренса снова ранят, а потом выстрелить из РПГ по кабине, но у него не получается — Гаспар убивает гранатомётчика, отчего выстрел пролетает мимо, а следом и Чжунмара, почти готового выстрелить, сбивает самолёт, едва набравший скорость для взлёта. Сразу после этого на поле появляются повстанцы, которые обстреливают улетающий самолёт из автоматов. Тем временем в самолёте отказывает правый двигатель, и его тяги едва хватает, чтобы самолёт не врезался в гору. Но он цепляет правым крылом деревья, что не проходит без последствий — самолёт летит на пороге сваливания (220 км/ч), будучи неспособным подняться выше 100 метров или разогнаться более 220 км/ч из-за открытых дверей, и вскоре с правого крыла срывает плоскости управления.
Броди с огромным трудом удаётся довести практически неуправляемый самолёт до аэродрома на соседнем ближайшем острове Сиаси, где совершает жёсткую посадку.
После посадки Броди, выйдя из самолёта, звонит дочери и говорит, что опоздает.

## В ролях
| - Джерард Батлер — капитан Броди Торренс - Майк Колтер — Луи Гаспар - Йосон Ан — второй пилот Сэмюэль Деле - Даниэлла Пинеда — Бонни Лэйн, стюардесса - Тони Голдуин — Дэвид Скарсдейл - Пол Бен-Виктор — директор авиакомпании Терри Хэмптон - Эван Дейн Тейлор — Дату Чжунмар, лидер боевиков - Реми Аделеке — Шеллбэк, лидер наёмников - Келли Гейл — Кэти Дхар, пассажир - Лили Краг — Бри Тейлор, пассажир - Джои Злотник — Мэтт Синклэр, пассажир - Куинн Макферсон — Райли Донахью, пассажир - Оливер Тревена — Максвелл Карвер, пассажир | - Анхель Фабиан Ривера — Карим Рахим, пассажир - Фернандо Чанг — Чан Йен, пассажир - Модесто Ласен — Антонио Ортега, пассажир - Рики Роблес Крус — Хавьер Молина, пассажир - Роуз Эшай — Ана Фернандес, пассажир - Джессика Нам — Розали Джонг, пассажир - Джон Дж. Шим — Джошуа Джонг, пассажир - Отис Уинстон — офицер сопровождающий Гаспара - Мишель Ли — Изабелла, стюардесса - Эмбер Ривера — Мария, стюардесса - Кларо де лос Рейес — Хаджан, один из боевиков - Джереми Дензлингер — Марк Ричардс, метеоролог - Хэли Эккинг — Даниэла, дочь Торренса - Хезер Зейферт — Кэрри, тётя Даниэлы |

## Производство
13 июля 2016 года кинокомпания MadRiver Pictures приобрела права на экранизацию романа «The Plane», писателя Чарльза Камминга, продюсерами будущего фильма выступили Марк Бутан, Лоренцо ди Бонавентура и Марк Ваградян из кинокомпании Di Bonaventura Pictures. В октябре 2019 года к актёрскому составу присоединился Джерард Батлер, который также выступит продюсером вместе с Аланом Сигелом.
В ноябре 2019 года кинокомпания Lionsgate Films приобрела права на распространение фильма, но в ноябре 2020 года отказалась от проекта после того, как не получила производственную страховку, которая покрыла бы риски вызванные пандемией COVID-19, поскольку студия не хотела рисковать фильмом с бюджетом в 50 миллионов долларов, и тогда права на фильм приобрела кинокомпания Solstice Studios. Однако в мае 2021 года Lionsgate вернула себе права на фильм, что Андреас Уайзман из Deadline Hollywood назвал «случаем громкого голливудского волейбола».
В августе 2021 года к актёрскому составу присоединились Келли Гейл, Майк Колтер, Даниэлла Пинеда, Йосон Ан, Реми Аделеке, и Оливер Тревена. Производство фильма началось в том же месяце в Пуэрто-Рико. В своем подкасте Колтер сказал, что фильм будет больше сосредоточен на развитии персонажей, чем на экшн сценах.

## Восприятие

### Критика
Картина получила в целом положительные отзывы критиков. На вебсайте Rotten Tomatoes лента имеет 77 % одобрения со средней оценкой 6.00 из 10 на основе 183 рецензий. Критический консенсус вебсайта гласит: «Крушение» прокладывает стандартный маршрут приключенческого боевика с крейсерской высотой всего в нескольких милях над Direct-to-Video, но с Джерардом Батлером в кабине любителям триллеров всё равно этот полёт покажется весёлым". На Metacritic фильм имеет 62 баллов из 100 на основе 43 рецензий, что соответствует статусу «В основном положительные отзывы».